# Dizdar, Adilcevaz
Dizdar là một xã thuộc huyện Adilcevaz, tỉnh Bitlis, Thổ Nhĩ Kỳ. Dân số thời điểm năm 2011 là 12 người.